# Mercedes-Benz Clase SL
El Mercedes-Benz Clase SL es un automóvil deportivo de lujo fabricado por la firma Mercedes-Benz desde el año 1952. La designación SL proviene del alemán "Sport Leicht" (deportivo ligero), y fue aplicado por primera vez al 300SL "Alas de Gaviota" (gullwing en inglés), llamado así por su sistema de apertura de puertas.
El término Clase SL designa todas las variaciones del vehículo, incluyendo sus numerosas motorizaciones y 6 generaciones de carrocerías.

## Primera generación (1954-1962)
El "190SL" de 4 cilindros (el más producido, con 25 881 unidades) sale al mercado en 1955, más tarde, en 1957, aparece una versión del "Alas de Gaviota", el "300SL Roadster". La Clase SL estaba disponible como un cupé de techo rígido desmontable, un roadster de capota de lona abatible o con ambos techos. Los códigos de carrocería son W198 I para el 300SL Alas de Gaviota, W198 II para el "300SL Roadster" y W121 para el "190SL". La producción del 190SL y del "300SL" finalizó en 1963.

## Segunda generación (W113, 1963-1971)
El nuevo modelo, denominado "230SL" (código de carrocería W113), trae consigo un diseño, de línea baja y grandes ventanillas curvadas, un Cupé Roadster conocido por seudónimo de "Techo de Pagoda". Alrededor de 1968 el motor sufre un incremento y el modelo pasa a ser el "250SL". Denominado "280SL" en los últimos dos años de producción, solo se aprecian variaciones menores, como los tiradores o las ruedas, que pasan a tener tapacubos cerrados.
| Periodo                        | 1989-1998             |                       |                       |           |           |           |           |           |           |           |           |           |           |           |           |
| Identificación del motor       | G13B                  |                       |                       |           |           |           |           |           |           |           |           |           |           |           |           |
| Tipo de motor                  | L4 16v                | L4 16v                | L4 16v                |           |           |           |           |           |           |           |           |           |           |           |           |
| Diámetro x carrera             | 74 mm × 75 mm         |                       |                       |           |           |           |           |           |           |           |           |           |           |           |           |
| Cilindrada                     | 1298 cm³              |                       |                       |           |           |           |           |           |           |           |           |           |           |           |           |
| Relación de compresión         | 10: 1                 |                       |                       |           |           |           |           |           |           |           |           |           |           |           |           |
| Potencia máxima: CV (kW) @ rpm | 101 CV (74 kW) @ 6450 | 101 CV (74 kW) @ 6450 |                       |           |           |           |           |           |           |           |           |           |           |           |           |
| Par máximo: Nm @ rpm           | 113 Nm @ 4950         |                       |                       |           |           |           |           |           |           |           |           |           |           |           |           |
| Tracción                       | Delantera             | Delantera             | Delantera             | Delantera | Delantera | Delantera | Delantera | Delantera | Delantera | Delantera | Delantera | Delantera | Delantera | Delantera | Delantera |
| Transmisión                    | Manual, 5 velocidades | Manual, 5 velocidades | Manual, 5 velocidades |           |           |           |           |           |           |           |           |           |           |           |           |
| Peso                           | 790Kg                 |                       |                       |           |           |           |           |           |           |           |           |           |           |           |           |
| Aceleración 0–100 km/h         | 8.6 s                 |                       |                       |           |           |           |           |           |           |           |           |           |           |           |           |
| Velocidad máxima               | 188 km/h              | 188 km/h              | 188 km/h              |           |           |           |           |           |           |           |           |           |           |           |           |
| Consumo combinado (L/100 km)   | 6.9                   |                       |                       |           |           |           |           |           |           |           |           |           |           |           |           |

## Tercera generación (R107, 1971-1989)
El Clase SL R107 fue producido entre 1971 y 1989, siendo la segunda generación más longeva de la firma, por detrás del Mercedes-Benz Clase G. En 1973, y para responder a las críticas hechas al incómodo asiento trasero, se decide crear una nueva variante en este deportivo conocido como SLC. Este nuevo deportivo combinaba la carrocería del convertible, pero con un techo cupé y más espacio en su interior, dando la posibilidad de albergar cómodamente a cuatro personas (se alargó 30 cm más que el convertible para que existiera esa posibilidad). Este nuevo cupé deportivo se fabricó durante 9 años con diferentes motorizaciones:
- 350SL - 1971-1980
- 450SL - 1973-1980
- 280SL - 1974-1985
- 380SL - 1980-1986
- 500SL - 1980-1986

Los modelos entre el 86 - 89 incluían grandes mejoras, como 4 grandes discos de freno y una suspensión derivada del W124 Sedán. La carrocería estaba fabricada y pintada con un sistema diseñado para protegerla de la corrosión
- 300SL - 1986-1989 Este modelo estaba disponible con cambio manual de 5 velocidades, pero fueron muy pocas unidades las que finalmente lo montaron.
- 420SL - 1986-1989
- 500SL - 1986-1989
- 560SL - 1986-1989 Desde el 86 en adelante EE. UU., Japón y Australia recibieron solo este modelo.

### Motorizaciones
| Periodo                        | 1974-1976                                         | 1976-1985                                                                 | 1985-1989                                         | 1971-1976                                                                     | 1976-1980                                                                     | 1980-1981                 | 1981-1985                 | 1985-1989                 | 1971-1975                                             | 1975-1980                                             | 1980-1981                 | 1981-1985                 | 1985-1989                 |         |         |
| Identificación del motor       | M 110 E 28                                        | M 110 E 28                                                                | M 103 E 30                                        | M 116 E 35                                                                    | M 116 E 35                                                                    | M 116 E 38                | M 116 E 38                | M 116 E 42                | M 117 E 45                                            | M 117 E 45                                            | M 117 E 50                | M 117 E 50                | M 117 E 50                |         |         |
| Tipo de motor                  | L6 12v                                            | L6 12v                                                                    | L6 12v                                            | V8 16v                                                                        | V8 16v                                                                        | V8 16v                    | V8 16v                    | V8 16v                    | V8 16v                                                | V8 16v                                                | V8 16v                    | V8 16v                    | V8 16v                    |         |         |
| Diámetro x carrera             | 86.0 mm × 78.8 mm                                 | 86.0 mm × 78.8 mm                                                         | 82.9 mm × 88.5 mm                                 | 92.0 mm × 65.8 mm                                                             | 92.0 mm × 65.8 mm                                                             | 92.0 mm × 71.8 mm         | 88.0 mm × 78.9 mm         | 92.0 mm × 78.9 mm         | 92.0 mm × 85.0 mm                                     | 92.0 mm × 85.0 mm                                     | 96.5 mm × 85.0 mm         | 96.5 mm × 85.0 mm         | 96.5 mm × 85.0 mm         |         |         |
| Cilindrada                     | 2746 cm³                                          | 2746 cm³                                                                  | 2962 cm³                                          | 3499 cm³                                                                      | 3499 cm³                                                                      | 3818 cm³                  | 3839 cm³                  | 4196 cm³                  | 4520 cm³                                              | 4520 cm³                                              | 4973 cm³                  | 4973 cm³                  | 4973 cm³                  |         |         |
| Relación de compresión         | 9.0: 1                                            | 9.0: 1                                                                    | 9.2: 1                                            | 9.5: 1                                                                        | 9.0: 1                                                                        | 9.0: 1                    | 9.4: 1                    | 9.0: 1                    | 8.8: 1                                                | 8.8: 1                                                | 8.8: 1                    | 9.2: 1                    | 9.0: 1                    |         |         |
| Potencia máxima: CV (kW) @ rpm | 185 CV (136 kW) @ 6000                            | 177 CV (130 kW) @ 6000                                                    | 188 CV (138 kW) @ 5700                            | 200 CV (147 kW) @ 5800                                                        | 195 CV (143 kW) @ 5500                                                        | 218 CV (160 kW) @ 5500    | 204 CV (150 kW) @ 5250    | 218 CV (160 kW) @ 5200    | 225 CV (165 kW) @ 5000                                | 217 CV (159 kW) @ 5000                                | 240 CV (177 kW) @ 5000    | 231 CV (170 kW) @ 4750    | 245 CV (180 kW) @ 4750    |         |         |
| Par máximo: Nm @ rpm           | 240 Nm @ 4500                                     | 236 Nm @ 4500                                                             | 260 Nm @ 4250                                     | 286 Nm @ 4000                                                                 | 275 Nm @ 4000                                                                 | 299 Nm @ 4000             | 315 Nm @ 3250             | 324 Nm @ 3750             | 378 Nm @ 3000                                         | 360 Nm @ 3250                                         | 402 Nm @ 3000             | 404 Nm @ 3000             | 392 Nm @ 3750             |         |         |
| Tracción                       | Trasera                                           | Trasera                                                                   | Trasera                                           | Trasera                                                                       | Trasera                                                                       | Trasera                   | Trasera                   | Trasera                   | Trasera                                               | Trasera                                               | Trasera                   | Trasera                   | Trasera                   | Trasera | Trasera |
| Transmisión                    | Manual, 4 velocidades / Automática, 4 velocidades | Manual, 4 velocidades / Manual, 5 velocidades / Automática, 4 velocidades | Manual, 5 velocidades / Automática, 4 velocidades | Manual, 4 velocidades / Automática, 3 velocidades / Automática, 4 velocidades | Manual, 4 velocidades / Automática, 3 velocidades / Automática, 4 velocidades | Automática, 4 velocidades | Automática, 4 velocidades | Automática, 4 velocidades | Automática, 3 velocidades / Automática, 4 velocidades | Automática, 3 velocidades / Automática, 4 velocidades | Automática, 4 velocidades | Automática, 4 velocidades | Automática, 4 velocidades |         |         |
| Peso                           | 1500 kg                                           | 1500 kg                                                                   | 1510 kg                                           | 1540 kg                                                                       | 1540 kg                                                                       | 1540 kg                   | 1540 kg                   | 1600 kg                   | 1580 kg                                               | 1580 kg                                               | 1540 kg                   | 1540 kg                   | 1610 kg                   |         |         |
| Aceleración 0–100 km/h         | 10.1 s                                            | 10.1 s                                                                    | 9.6 s                                             | 8.8 s                                                                         | 9.5 s                                                                         | 9.0 s                     | 9.8 s                     | 8.5 s                     | 8.8 s                                                 | 9.3 s                                                 | 7.8 s                     | 8.1 s                     | 7.3 s                     |         |         |
| Velocidad máxima               | 205 km/h                                          | 200 km/h                                                                  | 203 km/h                                          | 210 km/h                                                                      | 205 km/h                                                                      | 215 km/h                  | 205 km/h                  | 213 km/h                  | 215 km/h                                              | 210 km/h                                              | 225 km/h                  | 220 km/h                  | 225 km/h                  |         |         |
| Consumo combinado (L/100 km)   | 12.5                                              | 12.5                                                                      | 11.3                                              | 13.0                                                                          | 13.0                                                                          | 14.6                      | 11.6                      | 11.8                      | 14.5                                                  | 14.5                                                  | 14.9                      | 12.2                      | 12.3                      |         |         |

## Cuarta generación (R129, 1989-2001)
En 1989 vuelve a renovarse el Clase SL (código de carrocería: R129) con dos motores, el "300SL-24", con 6 cilindros en línea y 230 cv y el "500SL" con un motor V8 que rinde 326 cv (en EE. UU. se conoce como 560SL).
Las mejoras en cuanto al modelo anterior eran notables, ventanillas, espejos y asientos eléctricos se unían a una novedosa y llamativa capota de lona de accionamiento electrohidráulico.
Hacia 1994 sufre un reestilización: el "300SL-24" es reemplazado por el "280SL" y el "320SL" (con motores de 2,8 y 3,2 litros de 6 cilindros en línea), el "500SL" mantiene su motorización y aparece un nuevo modelo, el "600SL" con un motor de 6.0 litros y 12 cilindros en V (motor V12) que rinde 395 cv.
Los motores de seis cilindros desaparecen del mercado estadounidense, dejando únicamente el V8 y el V12. Para 1999 el "500SL" tiene un motor nuevo, un V8 de 5.0 litros que alcanza una potencia de 306 cv.
La mayoría de unidades fabricadas de este modelo son con cambio automático por lo que es raro encontrarlos con cambio manual.

### AMG
El "SL73 AMG" se vendió en 1995 siendo muy pocas las unidades fabricadas, dotado de un motor V12, alcanza los 532 cv de potencia. Tras un tiempo, volvió a estar disponible entre 1998 y 2001, con un motor mejorado. Un total de 85 unidades fueron construidas. En septiembre de 1999, a colación de la última reestilización del modelo, volvió a estar disponible, pero fueron muy pocas las unidades montadas. El mismo motor 7.3 litros V12 fue montado más tarde por el Pagani Zonda.
El "SL60 AMG" es una versión aún más difícil de encontrar. Vendidos entre 1996 y 1998, monta un motor V8 de 6.0 litros que rinde 384 cv. AMG afirmó que tenía una aceleración 0-100 km/h en 5,8 segundos. Su velocidad estaba limitada electrónicamente a 249 km/h, pero sin el limitador es capaz de alcanzar los 298 km/h. Más adelante, y de manera extraoficial, AMG establecía un tiempo entre 0 y 100 km/h de tan solo 5 segundos y una potencia del motor de 405 cv.
Anteriormente, desde 1991 a 1993 se comercializó la variante “500SL AMG 6.0” que incorporaba el motor V8 del 500SL modificado a 6 litros y alcanzando una potencia de 374 CV.
El "SL55 AMG" estuvo disponible desde 1998 a 2001.
Únicamente unos 300 vehículos de la Clase SL fueron fabricados por AMG antes de 2003.

### Motorizaciones
| Periodo                        | 1993-1998                                                                     | 1998-2001                                         | 1989-1993                                         | 1989-1993                                                                     | 1993-1998                                         | 1998-2001                 | 1989-1992                            | 1992-1998                                             | 1998-2001                            | 1991-1992                            | 1993-1998                                             | 1999-2001                            | 1992-2001                                             | 1998-2001                            | 1998-2001                            |                                      |
| Identificación del motor       | M 104 E 28                                                                    | M 112 E 28                                        | M 103 E 30                                        | M 104 E 30                                                                    | M 104 E 32                                        | M 112 E 32                | M 119 E 50                           | M 119 E 50                                            | M 113 E 50                           | M 119 E 60                           | M 119 E 60                                            | M 113 E 55                           | M 120 E 60                                            | M 120 E 70                           | M 120 E 73                           |                                      |
| Tipo de motor                  | L6 24v                                                                        | V6 18v                                            | L6 12v                                            | L6 24v                                                                        | L6 24v                                            | V6 18v                    | V8 32v                               | V8 32v                                                | V8 24v                               | V8 32v                               | V8 32v                                                | V8 24v                               | V12 48v                                               | V12 48v                              | V12 48v                              |                                      |
| Diámetro x carrera             | 89.9 mm × 73.5 mm                                                             | 89.9 mm × 73.5 mm                                 | 88.5 mm × 80.2 mm                                 | 88.5 mm × 80.2 mm                                                             | 89.9 mm × 84.0 mm                                 | 89.9 mm × 84.0 mm         | 96.5 mm × 85.0 mm                    | 96.5 mm × 85.0 mm                                     | 97.0 mm × 84.0 mm                    | 100.0 mm × 94.8 mm                   | 100.0 mm × 94.8 mm                                    | 97.0 mm × 92.0 mm                    | 89.0 mm × 80.2 mm                                     | 90.0 mm × 92.4 mm                    | 91.5 mm × 92.4 mm                    |                                      |
| Cilindrada                     | 2799 cm³                                                                      | 2799 cm³                                          | 2960 cm³                                          | 2960 cm³                                                                      | 3199 cm³                                          | 3199 cm³                  | 4973 cm³                             | 4973 cm³                                              | 4966 cm³                             | 5956 cm³                             | 5956 cm³                                              | 5439 cm³                             | 5987 cm³                                              | 7055 cm³                             | 7291 cm³                             |                                      |
| Relación de compresión         | 10.0: 0                                                                       | 10.0: 0                                           | 9.2: 1                                            | 10.0: 1                                                                       | 10.0: 1                                           | 10.0: 1                   | 10.0: 1                              | 10.0: 1                                               | 9.5: 1                               | 10.0: 1                              | 10.0: 1                                               | 10.5: 1                              | 10.0: 1                                               | 10.5: 1                              | 10.5: 1                              |                                      |
| Potencia máxima: CV (kW) @ rpm | 193 CV (142 kW) @ 5500                                                        | 204 CV (150 kW) @ 5700                            | 190 CV (140 kW) @ 5700                            | 231 CV (170 kW) @ 5600                                                        | 224 CV (165 kW) @ 5600                            | 326 CV (240 kW) @ 5500    | 320 CV (235 kW) @ 5600               | 320 CV (235 kW) @ 5600                                | 306 CV (225 kW) @ 5600               | 374 CV (275 kW) @ 5500               | 381 CV (280 kW) @ 5500                                | 354 CV (260 kW) @ 5500               | 394 CV (290 kW) @ 5200                                | 496 CV (365 kW) @ 5500               | 525 CV (386 kW) @ 5500               |                                      |
| Par máximo: Nm @ rpm           | 270 Nm @ 3750                                                                 | 270 Nm @ 3000-5000                                | 260 Nm @ 4500                                     | 272 Nm @ 4600                                                                 | 315 Nm @ 3750                                     | 315 Nm @ 3000-4800        | 450 Nm @ 4000                        | 470 Nm @ 3900                                         | 460 Nm @ 2700-4250                   | 550 Nm @ 3750                        | 580 Nm @ 3750                                         | 530 Nm @ 3000                        | 570 Nm @ 3800                                         | 720 Nm @ 3900                        | 750 Nm @ 4000                        |                                      |
| Tracción                       | Trasera                                                                       | Trasera                                           | Trasera                                           | Trasera                                                                       | Trasera                                           | Trasera                   | Trasera                              | Trasera                                               | Trasera                              | Trasera                              | Trasera                                               | Trasera                              | Trasera                                               | Trasera                              | Trasera                              |                                      |
| Transmisión                    | Manual, 5 velocidades / Automática, 4 velocidades / Automática, 5 velocidades | Manual, 5 velocidades / Automática, 5 velocidades | Manual, 5 velocidades / Automática, 4 velocidades | Manual, 5 velocidades / Automática, 4 velocidades / Automática, 5 velocidades | Manual, 5 velocidades / Automática, 5 velocidades | Automática, 5 velocidades | Automática, 4 velocidades            | Automática, 4 velocidades / Automática, 5 velocidades | Automática, 5 velocidades            | Automática, 4 velocidades            | Automática, 4 velocidades / Automática, 5 velocidades | Automática, 5 velocidades            | Automática, 4 velocidades / Automática, 5 velocidades | Automática, 5 velocidades            | Automática, 5 velocidades            |                                      |
| Peso                           | 1760 kg                                                                       | 1830 kg                                           | 1650 kg                                           | 1740 kg                                                                       | 1780 kg                                           | 1850 kg                   | 1770 kg                              | 1800-1910 kg                                          | 1890 kg                              | 1800 kg                              | 1930 kg                                               | 1890 kg                              | 1980-2050 kg                                          | -                                    | 2050 kg                              |                                      |
| Aceleración 0–100 km/h         | 10.2 s                                                                        | 9.5 s                                             | 9.3 s                                             | 8.4 s                                                                         | 8.4 s                                             | 8.4 s                     | 6.2 s                                | -                                                     | 6.5 s                                | -                                    | 5.6 s                                                 | 6.5 s                                | 6.1 s                                                 | 5.0 s                                | 4.8 s                                |                                      |
| Velocidad máxima               | 230 km/h                                                                      | 232 km/h                                          | 228 km/h                                          | 240 km/h                                                                      | 240 km/h                                          | 240 km/h                  | 250 km/h (Limitada electrónicamente) | 250 km/h (Limitada electrónicamente)                  | 250 km/h (Limitada electrónicamente) | 250 km/h (Limitada electrónicamente) | 250 km/h (Limitada electrónicamente)                  | 250 km/h (Limitada electrónicamente) | 250 km/h (Limitada electrónicamente)                  | 250 km/h (Limitada electrónicamente) | 250 km/h (Limitada electrónicamente) | 250 km/h (Limitada electrónicamente) |
| Consumo combinado (L/100 km)   | 11.0                                                                          | 11.4                                              | 11.6                                              | 11.8                                                                          | 11.0                                              | 11.5                      | 12.9                                 | 12.4                                                  | 12.4                                 | -                                    | 12.4                                                  | 12.7                                 | 14.9                                                  | -                                    | 14.4                                 |                                      |
| Normativa anticontaminación    | Euro 1 / Euro 2                                                               | Euro 3                                            | Euro 1                                            | Euro 1                                                                        | Euro 1 / Euro 2                                   | Euro 3                    | Euro 1                               | Euro 1 / Euro 2                                       | Euro 3                               | Euro 1                               | Euro 1 / Euro 2                                       | Euro 3                               | Euro 1 / Euro 2 / Euro 3                              | Euro 2                               | Euro 2                               |                                      |

## Quinta generación (R 230, 2001-2011)
En el año 2001 sale una nueva generación de la Clase SL (código de carrocería: R230). Se diferencia de las anteriores en que incorpora un techo rígido plegable y retráctil, que se recoge en el interior del maletero, llamado comercialmente "Vario Roof". Es el segundo modelo de la marca en ofrecer este techo, después del Mercedes-Benz Clase SLK de 1997.
Inicialmente, el SL500 incorporaba un motor V8 de 5.0 litros y 306 cv. Más tarde empezó a comercializarse el SL350, con motor V6 de 3.7 litros, que más tarde sería modificado y pasó a ser de 3.5 litros (de 245 y 272 cv respectivamente). El SL600 poseía un V12 de 6.0 litros, de 500 cv (y después 516 cv).
Hay tres versiones AMG del Clase SL. La primera es el "SL55 AMG", con motor V8 de 5.5 litros y una potencia de 476, 500 y 516 cv, según la versión del motor. La segunda es el "SL65 AMG", equipado con un V12 de 6 litros que alcanza los 612 cv. Finalmente, en el año 2008 aparece la última versión, el "SL63 AMG", con un motor de V8 de 6.3 litros y 523 cv de potencia máxima.

### Rediseño en 2008

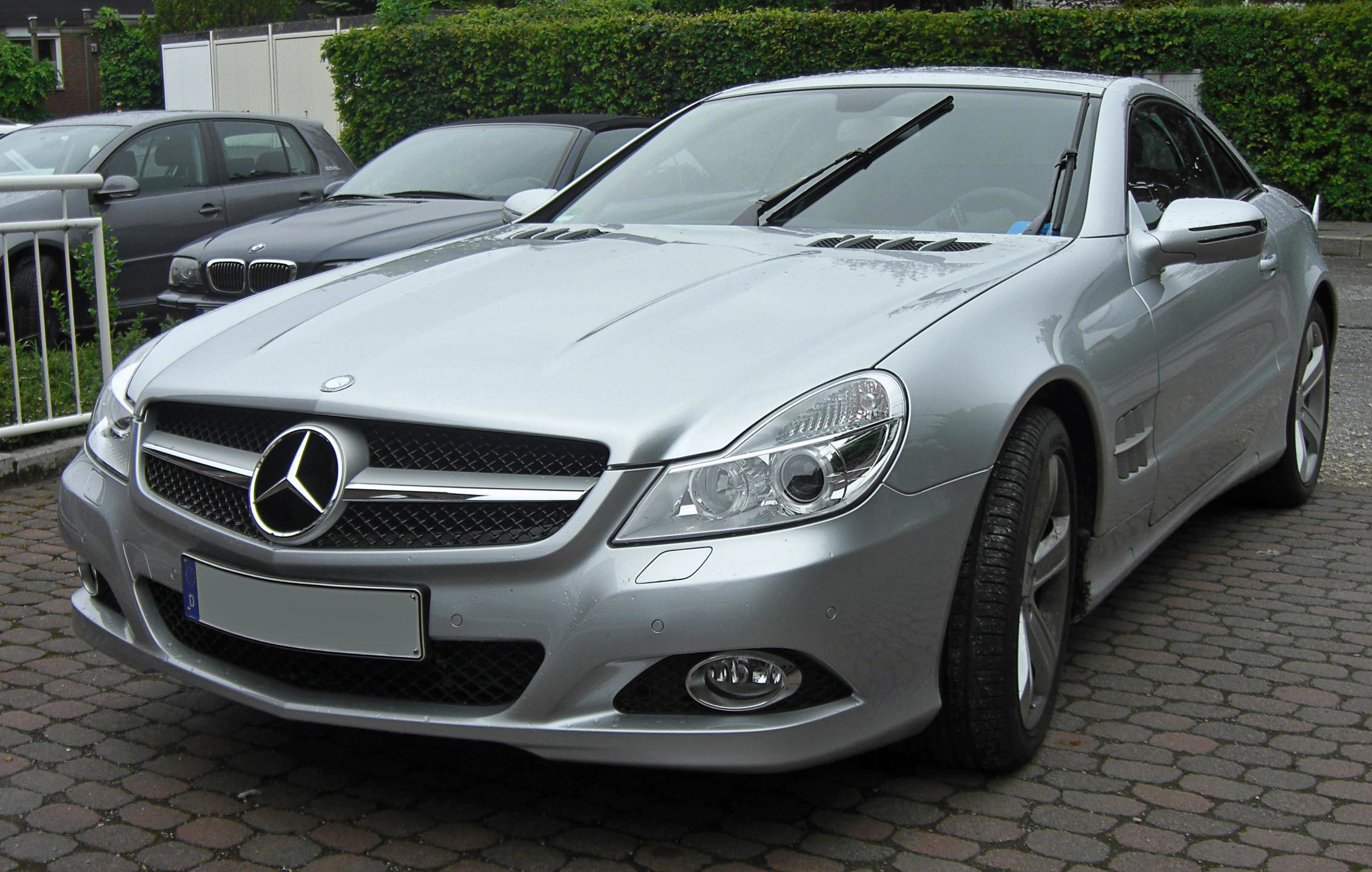

En el Salón del Automóvil de Ginebra es presentado el rediseño del R230. Cuenta con un frontal renovado que refleja la nueva filosofía en cuanto al diseño de Mercedes, el capó está diseñado con dos largos nervios y la parrilla se reduce a una barra, sustituyendo al diseño anterior de tres barras. Se han mejorado los motores, como el V6 de 3.5 litros, mejorado a 311 PS a 6500 rpm. Comparado con el motor anterior, su potencia ha aumentado en un 16 %. El par motor ha sido mejorado añadiendo 10Nm a los 350Nm ya conseguidos anteriormente, este motor puede llegar a 7200 rpm. En este caso, sin embargo, la potencia extra no supone un incremento en el consumo de combustible, que se sitúa en unos razonables 9,9 litros a los 100 km.

#### SL 65 AMG Black Series
El  Mercedes-Benz SL65 AMG Black Series es un automóvil de gran turismo presentado en 2009, aún más exclusivo que el Mercedes-Benz SLR McLaren, ya que su producción es aún más limitada. La denominación «Black Series» es aún más deportiva de lo que es el Mercedes-Benz SL65 AMG de modificación normal, con unos 612cv de potencia máxima. Sus competidores fueron el Ferrari 599 GTO y el Lamborghini Murciélago LP-670-SV.
El motor biturbo V12 6.0 alcanza los 670 CV a 5.400 rpm y su par máximo son 1.200 Nm de potencia, debido a sus dos turbos, solo superado por el Bugatti Veyron contemporáneo. Acelera de 0 a 100 km/h en 3,8 s, de 0 a 200 km/h en 11 segundos y 0 a 300 en 36,2 segundos. La velocidad máxima está limitada a 320 km/h y su relación masa-potencia es de 2.79 kg/CV. Las llantas son de 19 pulgadas delante y 20 detrás. Posee un alerón trasero que emerge cuando el vehículo supera los 120 km/h. y su masa se ha reducido en casi 300 kg respecto al Mercedes-Benz SL65 AMG de serie, gracias al uso masivo de fibra de carbono para su carrocería.

### Motorizaciones
| Periodo                        | 2008-2009                            | 2009-2011                            | 2003-2006                            | 2006-2008                            | 2008-2011                            | 2001-2006                                             | 2006-2011                            | 2002-2003                            | 2003-2006                            | 2006-2008                            | 2008-2011                            | 2002-2006                            | 2006-2011                            | 2004-2011                            | 2009-2011                            |                                      |                                      |                                      |                                      |                                      |
| Identificación del motor       | M 272 KE 30                          | M 272 KE 30                          | M 112 E 37                           | M 272 KE 35                          | M 272 KE 35                          | M 113 E 50                                            | M 273 KE 55                          | M 113 E 55 ML                        | M 113 E 55 ML                        | M 113 E 55 ML                        | M 156 E 63                           | M 275 E 55 AL                        | M 275 E 55 AL                        | M 275 E 60 AL                        | M 275 E 60 AL                        |                                      |                                      |                                      |                                      |                                      |
| Tipo de motor                  | V6 24v                               | V6 24v                               | V6 18v                               | V6 24v                               | V6 24v                               | V8 24v                                                | V8 32v                               | V8 24v, compresor, intercooler       | V8 24v, compresor, intercooler       | V8 24v, compresor, intercooler       | V8 32v                               | V12 36v, biturbo, intercooler        | V12 36v, biturbo, intercooler        | V12 36v, biturbo, intercooler        | V12 36v, biturbo, intercooler        |                                      |                                      |                                      |                                      |                                      |
| Diámetro x carrera             | 88.0 mm × 82.0 mm                    | 88.0 mm × 82.0 mm                    | 97.0 mm × 84.0 mm                    | 92.9 mm × 86.0 mm                    | 92.9 mm × 86.0 mm                    | 97.0 mm × 84.0 mm                                     | 98.0 mm × 90.5 mm                    | 97.0 mm × 92.0 mm                    | 97.0 mm × 92.0 mm                    | 97.0 mm × 92.0 mm                    | 102.2 mm × 94.6 mm                   | 82.0 mm × 87.0 mm                    | 82.0 mm × 87.0 mm                    | 82.6 mm × 93.0 mm                    | 82.6 mm × 93.0 mm                    |                                      |                                      |                                      |                                      |                                      |
| Cilindrada                     | 2996 cm³                             | 2996 cm³                             | 3724 cm³                             | 3498 cm³                             | 3498 cm³                             | 4966 cm³                                              | 5461 cm³                             | 5439 cm³                             | 5439 cm³                             | 5439 cm³                             | 6208 cm³                             | 5513 cm³                             | 5513 cm³                             | 5980 cm³                             | 5980 cm³                             |                                      |                                      |                                      |                                      |                                      |
| Relación de compresión         | 11.3: 1                              | 11.3: 1                              | 10.0: 1                              | 10.7: 1                              | 10.5: 1                              | 9.5: 1                                                | 10.7: 1                              | 9.0: 1                               | 9.0: 1                               | 9.0: 1                               | 11.3: 1                              | 9.0: 1                               | 9.0: 1                               | 9.0: 1                               | 9.0: 1                               |                                      |                                      |                                      |                                      |                                      |
| Potencia máxima: CV (kW) @ rpm | 231 CV (170 kW) @ 6000               | 231 CV (170 kW) @ 6000               | 245 CV (180 kW) @ 5700               | 272 CV (200 kW) @ 6000               | 316 CV (232 kW) @ 6500               | 306 CV (225 kW) @ 6500                                | 388 CV (285 kW) @ 6000               | 476 CV (350 kW) @ 6100               | 500 CV (368 kW) @ 6100               | 517 CV (380 kW) @ 6100               | 525 CV (386 kW) @ 6800               | 500 CV (368 kW) @ 5000               | 517 CV (380 kW) @ 5000               | 612 CV (450 kW) @ 4800-5100          | 670 CV (493 kW) @ 5400               |                                      |                                      |                                      |                                      |                                      |
| Par máximo: Nm @ rpm           | 300 Nm @ 2500-5000                   | 300 Nm @ 2500-5000                   | 350 Nm @ 3000-4500                   | 350 Nm @ 2400-5000                   | 360 Nm @ 4900                        | 460 Nm @ 2700-4250                                    | 530 Nm @ 2800-4800                   | 700 Nm @ 2650-4500                   | 700 Nm @ 2750-4000                   | 720 Nm @ 2600-4000                   | 630 Nm @ 5250                        | 800 Nm @ 1800-3500                   | 830 Nm @ 1900-3500                   | 1000 Nm @ 2000-4000                  | 1000 Nm @ 2200-4200                  |                                      |                                      |                                      |                                      |                                      |
| Tracción                       | Trasera                              | Trasera                              | Trasera                              | Trasera                              | Trasera                              | Trasera                                               | Trasera                              | Trasera                              | Trasera                              | Trasera                              | Trasera                              | Trasera                              | Trasera                              | Trasera                              | Trasera                              | Trasera                              | Trasera                              | Trasera                              | Trasera                              | Trasera                              |
| Transmisión                    | Automática, 7 velocidades            | Automática, 7 velocidades            | Automática, 5 velocidades            | Automática, 7 velocidades            | Automática, 7 velocidades            | Automática, 5 velocidades / Automática, 7 velocidades | Automática, 7 velocidades            | Automática, 5 velocidades            | Automática, 5 velocidades            | Automática, 5 velocidades            | Automática, 7 velocidades            | Automática, 5 velocidades            | Automática, 5 velocidades            | Automática, 5 velocidades            | Automática, 5 velocidades            |                                      |                                      |                                      |                                      |                                      |
| Peso                           | 1815 kg                              | 1815 kg                              | 1755 kg                              | 1825 kg                              | 1825 kg                              | 1855 kg                                               | 1910 kg                              | 1955 kg                              | 1955 kg                              | 1960 kg                              | 1970 kg                              | 1950 kg                              | 2045 kg                              | 2110 kg                              | 1870 kg                              |                                      |                                      |                                      |                                      |                                      |
| Aceleración 0–100 km/h         | 7.8 s                                | 7.8 s                                | 7.2 s                                | 6.6 s                                | 6.2 s                                | 6.2 s                                                 | 5.4 s                                | 4.7 s                                | 4.7 s                                | 4.5 s                                | 4.6 s                                | 4.7 s                                | 4.5 s                                | 4.2 s                                | 3.8 s                                |                                      |                                      |                                      |                                      |                                      |
| Velocidad máxima               | 250 km/h (Limitada electrónicamente) | 250 km/h (Limitada electrónicamente) | 250 km/h (Limitada electrónicamente) | 250 km/h (Limitada electrónicamente) | 250 km/h (Limitada electrónicamente) | 250 km/h (Limitada electrónicamente)                  | 250 km/h (Limitada electrónicamente) | 250 km/h (Limitada electrónicamente) | 250 km/h (Limitada electrónicamente) | 250 km/h (Limitada electrónicamente) | 250 km/h (Limitada electrónicamente) | 250 km/h (Limitada electrónicamente) | 250 km/h (Limitada electrónicamente) | 250 km/h (Limitada electrónicamente) | 250 km/h (Limitada electrónicamente) | 250 km/h (Limitada electrónicamente) | 250 km/h (Limitada electrónicamente) | 250 km/h (Limitada electrónicamente) | 250 km/h (Limitada electrónicamente) | 250 km/h (Limitada electrónicamente) |
| Consumo combinado (L/100 km)   | 9.4                                  | 9.3                                  | 11.5                                 | 10.3                                 | 9.7                                  | 12.1                                                  | 11.6                                 | 14.2                                 | 13.5                                 | 13.5                                 | 14.1                                 | 14.4                                 | 14.3                                 | 14.0                                 | 14.4                                 |                                      |                                      |                                      |                                      |                                      |
| Normativa anticontaminación    | Euro 4                               | Euro 5                               | Euro 4                               | Euro 4                               | Euro 5                               | Euro 4                                                | Euro 5                               | Euro 4                               | Euro 4                               | Euro 4                               | Euro 5                               | Euro 4                               | Euro 5                               | Euro 5                               | Euro 5                               |                                      |                                      |                                      |                                      |                                      |

## Sexta Generación (R231, 2012-presente)
Esta generación fue anunciada en diciembre de 2011 y presentada oficialmente en enero de 2012 en el Salón del Automóvil de Detroit. Las opciones de AMG fueron reducidas a un SL63 AMG que consiste en un motor biturbo V8 de 5.5 litros que alcanza los 564 CV y el SL65 AMG de motor V12 biturbo de 6 litros que se alza hasta los 630 CV.

### Motorizaciones
| Periodo                        | 2012-2014                            | 2014-2016                                       | 2016-2018                                       | 2018-presente                                   | 2012-2015                                       | 2015-2018                                             | 2018-presente                                   | 2012-2014                                       | 2014-2018                                       | 2018-presente                                   | 2012-2018                            |
| Identificación del motor       | M 276 DE 35                          | M 276 DE 30 AL                                  | M 276 DE 30 AL                                  | M 276 DE 30 AL                                  | M 278 DE 46 AL                                  | M 278 DE 46 AL                                        | M 278 DE 46 AL                                  | M 157 DE 55 AL                                  | M 157 DE 55 AL                                  | M 157 DE 55 AL                                  | M 275 E 60 AL                        |
| Tipo de motor                  | V6 24v, inyección directa            | V6 24v, inyección directa, biturbo, intercooler | V6 24v, inyección directa, biturbo, intercooler | V6 24v, inyección directa, biturbo, intercooler | V8 32v, inyección directa, biturbo, intercooler | V8 32v, inyección directa, biturbo, intercooler       | V8 32v, inyección directa, biturbo, intercooler | V8 32v, inyección directa, biturbo, intercooler | V8 32v, inyección directa, biturbo, intercooler | V8 32v, inyección directa, biturbo, intercooler | V12 36v, biturbo, intercooler        |
| Diámetro x carrera             | 92.9 mm × 86.0 mm                    | 88.0 mm × 82.1 mm                               | 88.0 mm × 82.1 mm                               | 88.0 mm × 82.1 mm                               | 92.9 mm × 86.0 mm                               | 92.9 mm × 86.0 mm                                     | 92.9 mm × 86.0 mm                               | 98.0 mm × 90.5 mm                               | 98.0 mm × 90.5 mm                               | 98.0 mm × 90.5 mm                               | 82.6 mm × 93.0 mm                    |
| Cilindrada                     | 3498 cm³                             | 2996 cm³                                        | 2996 cm³                                        | 2996 cm³                                        | 4663 cm³                                        | 4663 cm³                                              | 4663 cm³                                        | 5461 cm³                                        | 5461 cm³                                        | 5461 cm³                                        | 5980 cm³                             |
| Relación de compresión         | 12.2: 1                              | 10.5: 1                                         | 10.7: 1                                         | 10.7: 1                                         | 10.5: 1                                         | 10.7: 1                                               | 10.7: 1                                         | 10.0: 1 / 11.3: 1                               | 10.0: 1                                         | 10.0: 1                                         | 9.0: 1                               |
| Potencia máxima: CV (kW) @ rpm | 306 CV (225 kW) @ 6500               | 333 CV (245 kW) @ 5250-6000                     | 367 CV (270 kW) @ 5500-6000                     | 367 CV (270 kW) @ 5500-6000                     | 435 CV (320 kW) @ 5250                          | 455 CV (335 kW) @ 5250                                | 455 CV (335 kW) @ 5250                          | 537 CV (395 kW) @ 5500 564 CV (415 kW) @ 5500   | 585 CV (430 kW) @ 5500                          | 571 CV (420 kW)                                 | 630 CV (463 kW) @ 4800-5400          |
| Par máximo: Nm @ rpm           | 370 Nm @ 3500-5250                   | 480 Nm @ 1600-4000                              | 500 Nm @ 1800-4500                              | 500 Nm @ 2000-4200                              | 700 Nm @ 1800-3500                              | 700 Nm @ 1800-3500                                    | 700 Nm @ 1800-3500                              | 800 Nm @ 2000-4500 900 Nm @ 2250-3750           | 900 Nm @ 2250-3750                              | 900 Nm @ 2250-3750                              | 1000 Nm @ 2300-4300                  |
| Tracción                       | Trasera                              | Trasera                                         | Trasera                                         | Trasera                                         | Trasera                                         | Trasera                                               | Trasera                                         | Trasera                                         | Trasera                                         | Trasera                                         | Trasera                              |
| Transmisión                    | Automática, 7 velocidades            | Automática, 7 velocidades                       | Automática, 9 velocidades                       | Automática, 9 velocidades                       | Automática, 7 velocidades                       | Automática, 7 velocidades / Automática, 9 velocidades | Automática, 9 velocidades                       | Automática, 7 velocidades                       | Automática, 7 velocidades                       | Automática, 7 velocidades                       | Automática, 7 velocidades            |
| Peso                           | 1665 kg                              | 1655 kg                                         | 1660 kg                                         | 1660 kg                                         | 1710 kg                                         | 1720 kg                                               | 1720 kg                                         | 1710 kg                                         | 1770 kg                                         | -                                               | 1875 kg                              |
| Aceleración 0–100 km/h         | 5.9 s                                | 5.2 s                                           | 4.9 s                                           | 4.9 s                                           | 4.6 s                                           | 4.3 s                                                 | 4.3 s                                           | 4.3 s                                           | 4.1 s                                           | 4.3 s                                           | 4.0 s                                |
| Velocidad máxima               | 250 km/h (Limitada electrónicamente) | 250 km/h (Limitada electrónicamente)            | 250 km/h (Limitada electrónicamente)            | 250 km/h (Limitada electrónicamente)            | 250 km/h (Limitada electrónicamente)            | 250 km/h (Limitada electrónicamente)                  | 250 km/h (Limitada electrónicamente)            | 250 km/h (Limitada electrónicamente)            | 250 km/h (Limitada electrónicamente)            | 250 km/h (Limitada electrónicamente)            | 250 km/h (Limitada electrónicamente) |
| Consumo combinado (L/100 km)   | 6.8-7.5                              | 7.3-7.7                                         | 7.7                                             | 8.2-8.4                                         | 9.1-9.2                                         | 9.0                                                   | 9.8                                             | 9.9                                             | 9.9                                             | 11.6                                            | 11.6                                 |
| Normativa anticontaminación    | Euro 5                               | Euro 6                                          | Euro 6                                          | Euro 6d                                         | Euro 5                                          | Euro 6                                                | Euro 6d                                         | Euro 5                                          | Euro 6                                          | Euro 6d                                         | Euro 6                               |